# Appalachian Spring
Appalachian Spring, balett av Aaron Copland. Komponerad 1943-44 för den amerikanska dansösen Martha Graham och uppförd 30 oktober 1944 i USA:s kongressbibliotek i Washington, D.C.. Scenografin gjordes av Isamu Noguchi. 1945 fick Copland Pulitzerpriset för baletten som karakteriserades som säsongens bästa scenverk. Musiken skrevs för en ensemble på tretton man men har senare omarbetats för stor orkester.
Baletten skildrar en nybyggarmiljö i bergen. En ung man gifter sig och sätter bo och nybyggarna kommer för att lyckönska och välsigna huset. Detta försiggår en vårdag i början på 1900-talet.
Musiken bygger till stor del på indiansk folkmusik, dansmelodier och hymner, och består av åtta delar som spelas i en följd. Den sjunde delen utgörs av variationer över en melodi som Copland har hämtat från den religiösa sekten Shakers.